# Simon Stålenhag
Simon Stålenhag, född 20 januari 1984, är en svensk konstnär, datorspelsutvecklare och musiker, främst känd för sina science fiction-målningar av retrofuturistiska landskap. Stålenhag framställer sina målningar på dator med hjälp av ett digitalt ritbord i en stil som efterliknar olje- eller akrylmålning. Han utbildades i speldesign på Futuregames Academy och är bosatt på Kungsholmen i Stockholm.

## Landskapsmåleri
Stålenhag växte upp på Mälaröarna utanför Stockholm och började som barn att teckna fåglar, inspirerad av landskapsmålare som Gunnar Brusewitz och Lars Jonsson. Som vuxen återvände han till Mälarölandskapet tillsammans med en barndomsvän och deras fantasier om ett svenskt 1980-tal som aldrig fanns förvandlades till svenska landskapsvyer där välbekanta inslag, som i detalj återgivna gamla bilmodeller, blandades med robotar, flygande farkoster och stora forskningsanläggningar.
När den amerikanska webbtidningen The Verge i augusti 2013 publicerade Stålenhags landskapsmålningar delades bilderna över 50 000 gånger, något som beskrevs i Svenska Dagbladet som en "svensk viral succé". Bilderna hade upptäckts genom att Simon Stålenhag först hade delat dem på Facebook utan någon plan på att de skulle visas för någon större publik. Landskapsmålningarna som föreställer "svenskt kulturlandskap från 80–90-tal befolkat med robotar och dinosaurier" gavs ut som konstbok med titeln Ur varselklotet, av förlaget Fria Ligan i september 2014. 2016 släpptes ett rollspel baserat på boken som rönt stor internationell uppmärksamhet. Den har även gjorts som TV-serie.

## Datorspel
Stålenhag bildar tillsammans med barndomsvännen Tommy Salomonsson spelföretaget Pixeltruss, som skapat 16-bit-plattformsspelet Ripple Dot Zero, ett gratisspel tillgängligt på nätet.

## Illustrationer
Stålenhag har gjort flera bokomslag, bland annat till kortromanerna inom Mix förlags digitala storytellingprojekt Den mörka fläcken av Johan Ring, Caroline L. Jensens Slukhål: Efter stormen och Solja Krapu-Kallios Om du behöver mig. Han har också illustrerat Naturhistoriska riksmuseets permanenta utställning Fossil och evolution.

### Grafiska böcker
- Ur varselklotet (2014[14]). Fria Ligan.
- Flodskörden (2016[15]). Fria Ligan.
- Passagen (2017[16]). Fria Ligan.
- Urtidsbilder (2019[17]), med vetenskapsjournalisten Anna Davour. Fria Ligan
- Labyrinten (2020[18]). Fria Ligan.
- Svenska maskiner - ensligt belägna (2025)